# 吳應詔
吴应诏（1585年—？），字士升，號對廷，福建漳州府龙溪县军籍。明朝政治人物。

## 生平
诗五房，乙酉八月十一日生。萬曆四十六年（1618年）戊午科應天鄉試第七十二名舉人，天啓二年（1622年）壬戌科会试六十六名，三甲九十五名進士。工部观政，三年授大理寺右评事，七年授礼部主客司主事，应天提学，养病回籍。

## 家族
曾祖吳瑞麟。祖吳大怤。父吳維，號次壺，生員、儒官，贈禮部員外郎。母黃氏。永感下。兄吳士光，武進士、任把總；吳廷柱，甲午舉人；吳道望，癸卯舉人；應召；學詢；士登；文炤，俱邑庠生；煥章；應鳳；應文，俱庠生；宏，監生；道敬，浩然，俱庠生。弟吳寀，乙未進士，現山東道御史；吳長盛，己酉舉人；良寅，庠生；吳淳熙，同科順天舉人；應試；學諒；學詡，監生；學謅；士綸，俱庠生；貴宗，巡檢；必遴，吏目。娶李氏，繼娶胡氏。子春曦、春融、春昱。